# Týnská Kalvárie
Týnská Kalvárie (po 1410) je monumentální třífigurová skupina Ukřižovaného Krista, Panny Marie a Sv. Jana Evangelisty v Týnském chrámu. Je posledním velkým dílem českého sochařství před husitskými válkami a vrcholným dílem anonymního řezbáře činného v Praze přibližně v období 1390–1420, který podle něj dostal pomocné označení Mistr Týnské Kalvárie.

## Popis a zařazení
Sochy z lipového dřeva v nadživotní velikosti, vzadu opracované, s původní polychromií. Ukřižovaný má výšku 243 cm, Panna Marie 190 cm a svatý Jan Evangelista 192 cm. Restaurovali B. Slánský, J. Tesař a J. Heyduk (1942–1944), J. Blažej (1970). V letech 2000–2002 byla socha Krista očištěna a konzervována Alenou Moravcovou. 
Kalvárie byla původně umístěna na trámu ve vítězném oblouku hlavní lodi a roku 1661 nově instalována na barokním oltáři v závěru levé boční lodi Týnského chrámu. Roku 1439 měly být do hlavy Krista údajně vloženy ostatky vztahující se k jeho umučení. Ostatky nechal vložit do sochy po jejím vzniku tehdejší představitel husitské pravice, farář Jan Papoušek, který tak manifestoval nesouhlas s Janem Rokycanou a jeho averzí vůči okázalému vystavování ostatků. Z té doby pochází zjevně druhotný a hrubě provedený otvor na zadní straně hlavy. Kříž je novější, s barokními dodatky.
Celková kompozice i některé detaily Týnské Kalvárie mají předobraz ve starším díle autora – Kalvárii z kaple Dumlosů. Kresebnost drapérií, která počítá s kontrasty světel a stínů, představuje výtvarnou orientaci předznamenávající pozdní gotiku. Harmonie spočívá ve velkorysosti i jisté drsnosti modelace, která vychází z tradované formy i z empirické zkušenosti. V období po smrti Petra Parléře je Týnská Kalvárie svými monumentálními rozměry i anatomickou dokonalostí v českém gotickém sochařství ojedinělá, což v 19. století vedlo k domněnce, že jde o italské dílo.
Svou masivní kompaktností sochy navazují na pozdní parléřovské kamenosochařství (např. plastiky Staroměstské mostecké věže) a řezbářství (torzo sv. Prokopa ze Strakonic), ale odrážejí nový přísný duch předrevolučního umění. Kalvárie překonává dekorativismus krásného slohu a zdůrazňuje intenzitu duchovního prožitku. Vymizela smyslová líbeznost a skladba je strohá a podřízena naléhavé výzvě věřícím. U soch, původně určených pro podhled z chrámové lodi, je nápadná jejich vertikalita. V rámci díla Mistra Týnské Kalvárie mají nejprotáhlejší tělesný kánon (poměr kolem 1:6,5). Slohová variabilita, typická pro počátek 15. století, se projevuje zejména v pojetí drapérií asistenčních figur.

### Ukřižovaný Kristus
Ukřižovaný navazuje na Krucifixy krásného slohu, které jsou harmonicky stranově vyrovnané. Hlava je hluboce skloněná a přichýlená k významově důležitější pravé straně, kde je umístěn také dekorativně pojatý uzel bederní roušky. Kompozici stranově vyvažuje vychýlení pokrčených nohou na opačnou stranu. Tento prvek je inovací Mistra Týnské Kalvárie, neboť se v dřívější české malbě ani plastice nevyskytuje.
Kristus zachovává základní rysy starších děl Mistra Týnské Kalvárie, včetně kompozice, typiky tváře a anatomické stavby těla, ale partie plasticky vyklenutého hrudníku s vystupujícími žebry je pojata expresivněji. Tvrdší modelací, která je přizpůsobena dalekému podhledu, se blíží krucifixu z Kalvárie kaple Dumlosů.
Vrcholným řezbářským dílem je Kristovo perizonium, bohatě členěné a propracované zejména v místě uzlu a obou postranních kaskád trubicových záhybů, které sahají až do poloviny lýtek. Příčné záhyby jsou ve spodní části hlubší, aby při pohledu z dálky navzájem nesplývaly. Na pravé straně rouška těsně přiléhá ke stehnu pravé nohy vychýlené do opačného směru a opakuje tak schéma dumlosovského Ukřižování.
Hlava Krista, se zmučeným výrazem ve tváři a plasticky provedenými víčky kolem přivřených očí, má oproti příbuzným dílům kratší svislý pramen vlasů a ornamentálně pojaté vousy v kruhových spirálách. Tento starší motiv, který se v české plastice objevuje od 80. let 14. století, je charakteristický zejména pro sochy krásného slohu, např. Sv. Petra ze Slivice. 

### Panna Marie
Schéma drapérie je oproti dumlosovské Marii redukováno, postrádá postranní boční kaskády a u soklu se ostře láme. Členění povrchu má místy měkce malířský ráz. Tektonicky pevná forma je omezena dvěma vertikálami, postrádá měkké křivky i rozvinutí do prostoru. Tvář je strohá, plná hluboké vážnosti. Panna Marie přidržuje oběma rukama na prsou plášť, který se rozevírá a odhaluje spodní šat. Ten je členěn dlouhými svislými liniemi se zalomením u soklu. Podobné schéma má drapérie Madony z Wroclawi (1370) nebo Kladské madony a později se uplatnilo také v deskové malbě (rám Svatovítského Veraikonu, 1400–1440). Na celkové hmotné pojetí tělesného tvaru, které rámuje tuhý plášť, navázal ve své rané tvorbě také Hans Multscher (Karel Veliký z Ulmské radnice, 1427–1430). Tvář Panny Marie má blízké analogie v deskové malbě (P. Marie z Církvické desky, P. Marie Bolestná – zadní strana Roudnického oltáře) a pro typ Truchlící Panny Marie představuje vzor, který se následně objevuje v plastice i malbě i mimo region Čech.

### Sv. Jan Evangelista
Sv. Jan má bezprostřední vzor v komorní soše téhož světce, která je ve sbírce Národní galerie v Praze a typologicky souvisí zejména s malířskými díly počátku 15. století (Kapucínský cyklus, Roudnický oltář, Ambraský náčrtník). Obecné schéma drapérie vychází ze soudobé deskové malby (Sv. Ludmila na Votivní desce z Dubečka, Bolestný Kristus na křídle Roudnického oltáře). Převzatým formálním prvkem krásného slohu je motiv vysunutého kolena, ke kterému spadá vrchol mísovitého záhybu pláště. Jeden z motivů dolní části drapérie – ploché seříznutí  a zahrocení vrcholu dvou dolních záhybů s vykrojeným trojúhelníkovým polem mezi nimi, uplatnil řezbář i v pozdější plastice Trůnící Panny Marie z Týnského chrámu.

### Detaily

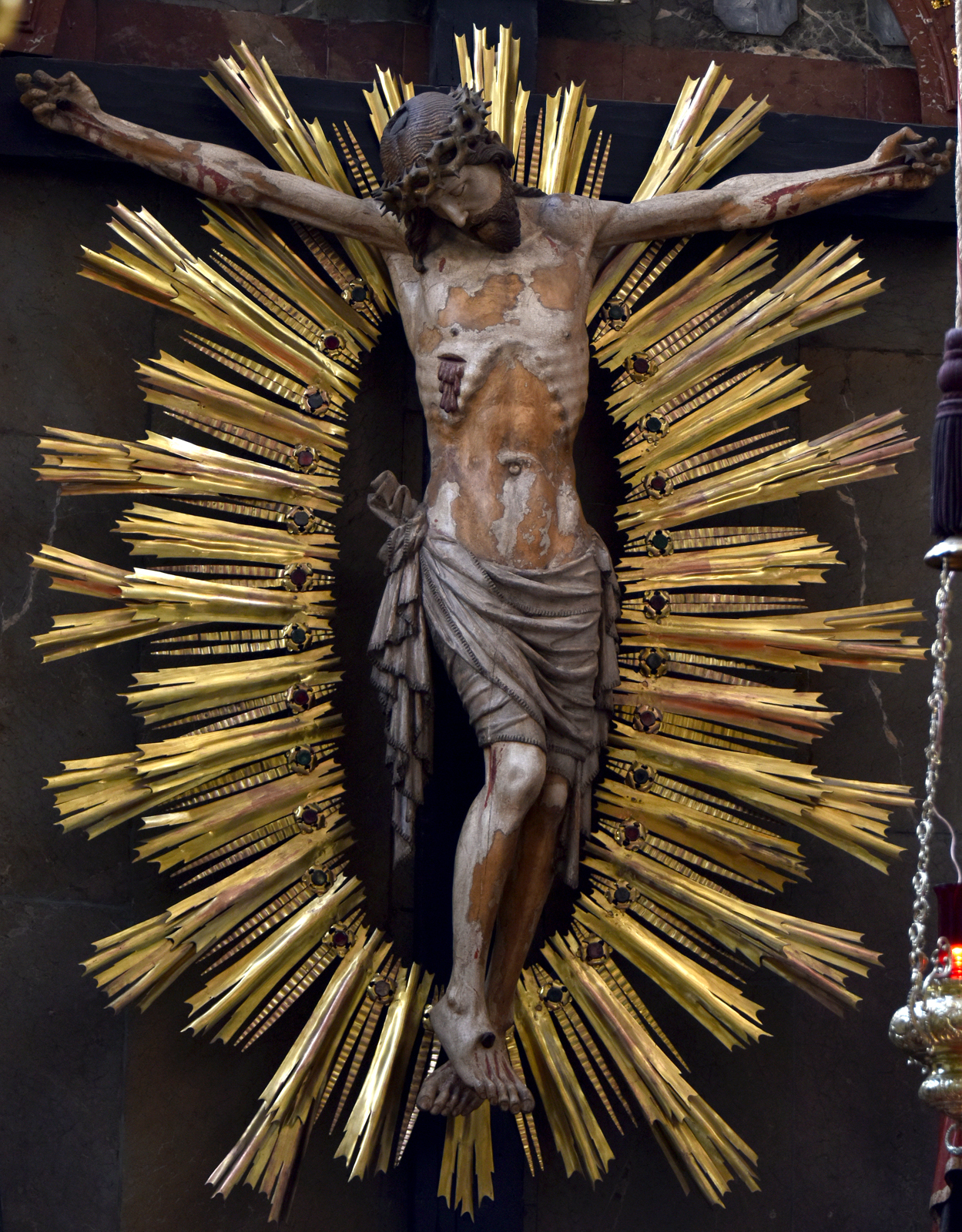
Ukřižovaný Kristus – detail
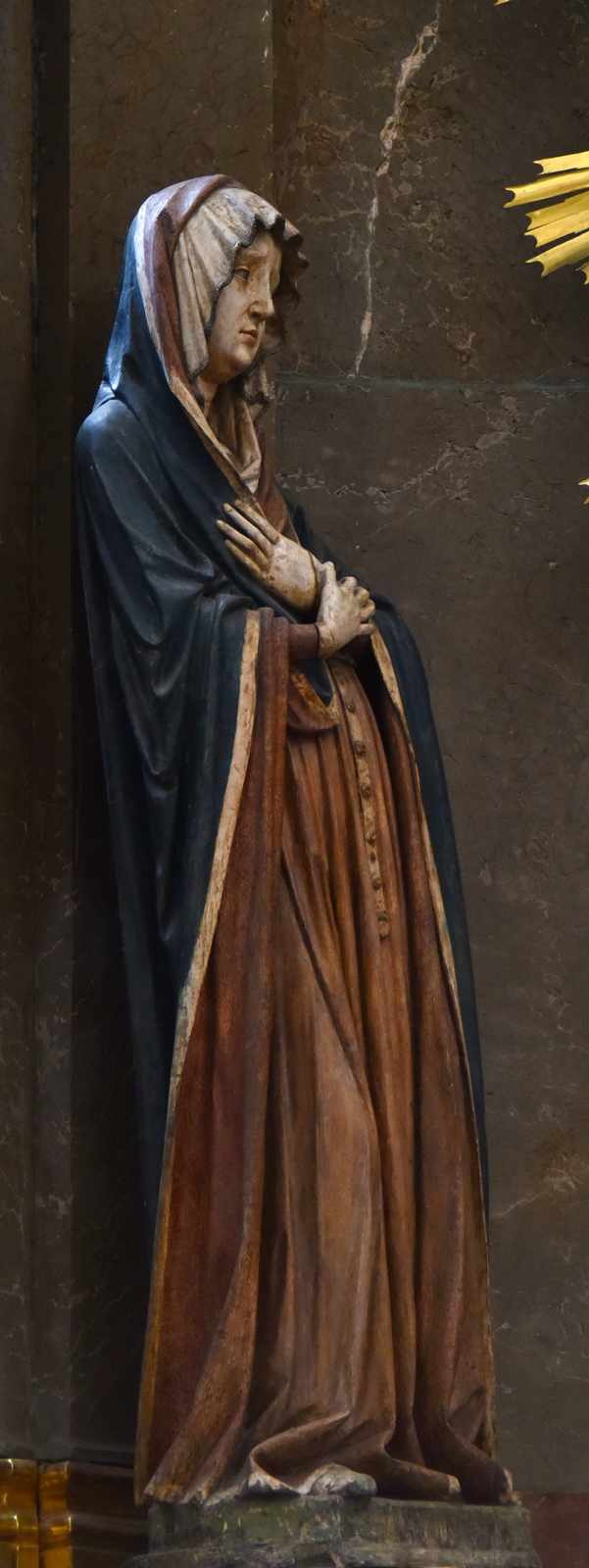
Truchlící Panna Marie
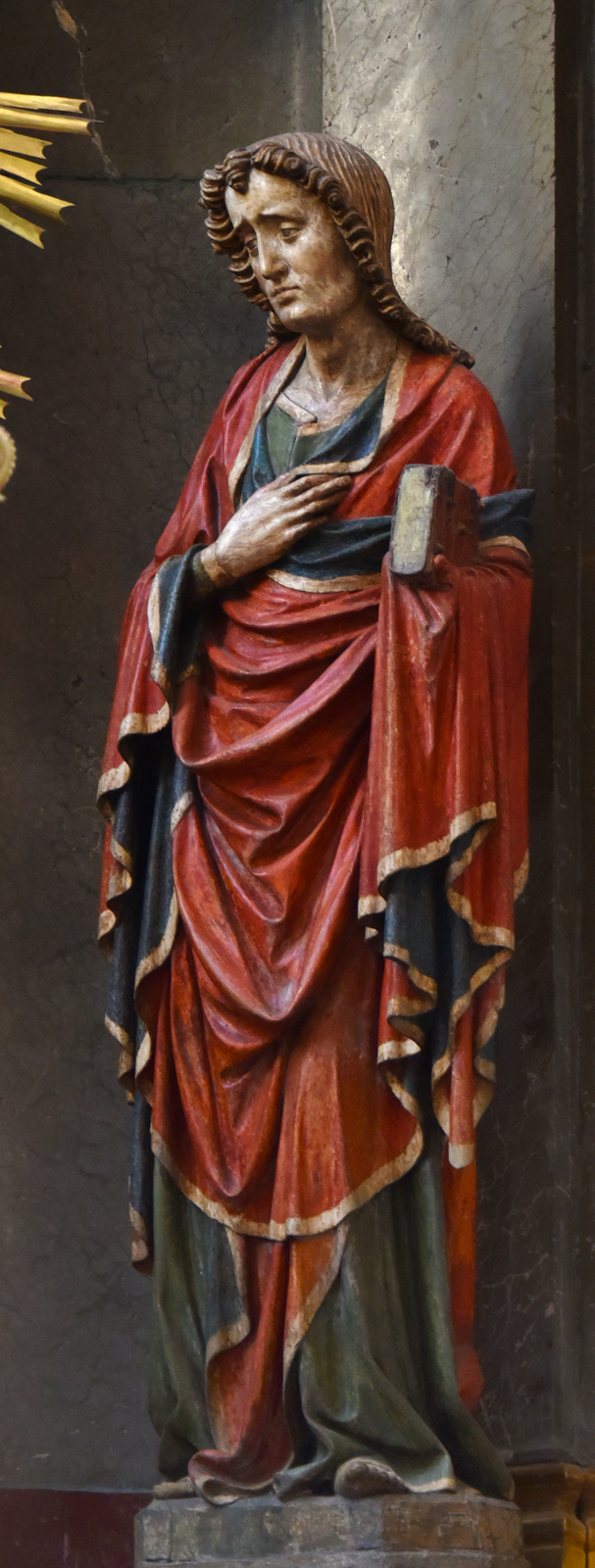
Sv. Jan Evangelista